# Leonor Juliana de Brandeburgo-Ansbach
Leonor Juliana de Brandeburgo-Ansbach (en alemán, Eleonore Juliane von Brandenburg-Ansbach) (Ansbach, 23 de octubre de 1663 - Ansbach, 4 de marzo de 1724) fue una princesa de Brandeburgo-Ansbach por nacimiento, y a través de su matrimonio duquesa de Wurtemberg-Winnental.

## Biografía

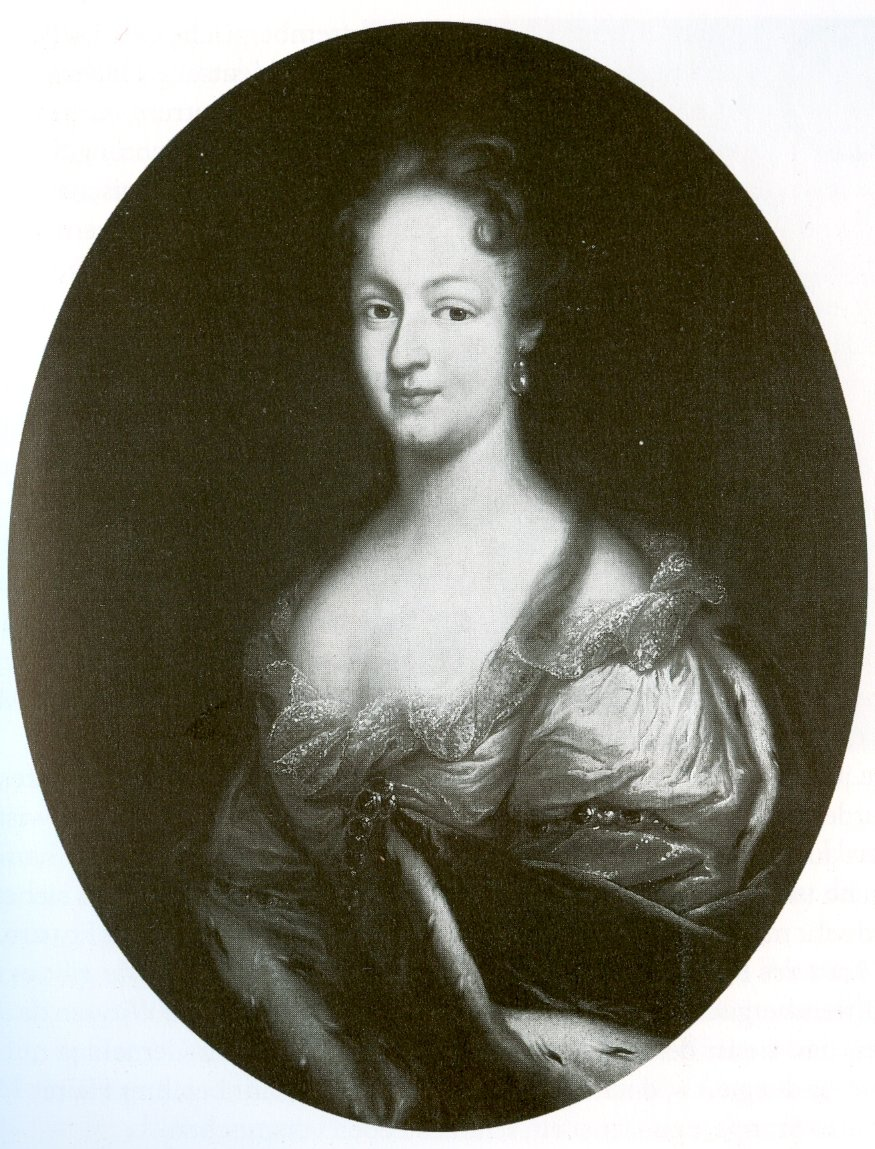
Leonor Juliana de Brandeburgo-Ansbach por Johann Carl Zierl.

Leonor Juliana fue una hija del margrave Alberto II de Brandeburgo-Ansbach (1620-1667) y de su segunda esposa, la condesa Sofía Margarita (1634-1664), hija del conde Joaquín Ernesto de Oettingen-Oettingen. El 31 de octubre de 1682, en Ansbach, contrajo matrimonio con el duque Federico Carlos de Wurtemberg-Winnental. Se acuñó una moneda conmemorativa para el enlace. En la boda Juan Federico, el hermano de Leonor, conoció al compositor Johann Sigismund Kusser, quien más tarde trabajaría en Ansbach.
Después de la muerte de su marido, Leonor se trasladó a Ansbach en 1710 para apoyar a su hermana menor. Leonor entró en contacto personal con August Hermann Francke durante este periodo y también escribió canciones. Philipp Friedrich von Geismar actuó como su consejero y sirviente. Leonor está enterrada en la Stiftskirche, en Stuttgart.

## Descendencia
- Carlos Alejandro (1684-1737), duque de Wurtemberg. Desposó en 1727 a la princesa María Augusta de Thurn y Taxis (1706-1756).
- Dorotea Carlota (1685-1687).
- Federico Carlos (1686-1693).
- Enrique Federico (1687-1734).
- Maximiliano Emanuel (1689-1709).
- Federico Luis (1690-1734), desposó en 1722 a Úrsula Catalina de Altenbockum (1680-1743).
- Cristiana Carlota (1694-1729), desposó en 1709 al margrave Guillermo Federico de Brandeburgo-Ansbach (1685-1723).